# Sex Museum vs Los Macana
Sex Museum vs Los Macana es un álbum compartido entre los grupos Sex Museum y Los Macana.
El álbum, originalmente editado en formato de vinilo de 12", tenía una cara para cada grupo. La cara A corresponde a Sex Museum, con dos temas propios «D.Z. (a question of fuck or be fucked)» y «An apple in your mouth» y dos versiones, «All black and hairy» de Screaming Lord Sutch (personaje clave en la escena musical británica de los 60) y «Mandrake root» de Deep Purple. La producción corrió a cargo de los propios Fernando Pardo y Marta Ruiz.
La cara B es para Los Macana, un ignoto grupo madrileño de garage rock que se presentó en este split con cuatro temas propios. La producción corrió a cargo de Luis Miguel Sánchez y el propio grupo.
Los ocho temas se grabaron en octubre de 1988 en los estudios Duplimatic (Madrid, España), contando con Juan Hermida y Félix Arribas a los controles.
El split fue reeditado en CD, junto con Independence, en 1993 por EMI-Odeón.

## Lista de canciones

### Cara A: Sex Museum
1. «All black and hairy»
(David Edward Sutch)
2. «D.Z. (a question of fuck or be fucked)»
(Marta Ruiz/Fernando Pardo)
3. «An apple in your mouth»
(Marta Ruiz/Fernando Pardo)
4. «Mandrake root»
(Ritchie Blackmore/Rod Evans/Jon Lord)

### Cara B: Los Macana
1. «Radio Go»
(Miguel Martín)
2. «The gravy»
(Miguel Martín)
3. «Caveland»
(Roberto García/Miguel Martín)
4. «Airless»
(Los Macana)

## Personal

### Sex Museum
- Miguel Pardo: voz.
- Fernando Pardo: guitarra, voz en «All black and hairy» y producción.
- Marta Ruiz: teclados y producción.
- José Luís Hernández, «McCartney»: bajo.
- Pepe Ríos: batería.

### Los Macana
- Miguel Martín: voz.
- Roberto García: guitarra.
- José M. Jiménez: teclados.
- Emilio Martín: batería.
- Pedro Arroyo: bajo.
- Luís Miguel Sánchez: producción (junto con Los Macana).

## Personal técnico
- Juan Hermida: producción ejecutiva.
- Félix Arribas: técnico de sonido.
- Roberto Feo: fotografía de Sex Museum.
- Menchu Redondo: fotografía de Los Macana.